# Gemini 9A
För andra betydelser, se Gemini.
Gemini 9A (officiellt Gemini IX-A) var NASA:s sjunde bemannade färd i Geminiprogrammet och 13:e bemannade färden totalt. Astronauterna Thomas P. Stafford och Eugene A. Cernan flög ombord. Färden genomfördes 3-6 juni 1966 och varade i 72 timmar 20 minuter och 50 sekunder. Farkosten sköts upp med en Titan II-raket från Cape Kennedy Air Force Station.

## Målsättning
Uppdragets mål var bland annat att docka med en Agena målfarkost precis som i Gemini 8:s uppdrag. Emellertid så hade Atlas-raketen problem då Agena sköts upp den 17 maj 1966, kort före Geminis planerade uppskjutning, och Agena lyckades inte komma upp i omloppsbana.
Den 1 juni skickades ett ersättningsmål upp i stället för Agenan, den så kallade ATDA-målfarkosten (Augmented Target Docking Adapter). Uppskjutningen gick bra, men tyvärr lossnade inte start-skyddshöljet på målfarkosten, utan detta satt kvar över dockningsporten. Detta gjorde att ATDA:n såg ut som en, med Staffords ord, "arg alligator", och att någon dockning inte blev möjlig att genomföra.
På programmet stod också en rymdpromenad. Det var planerat att Cernan skulle ta sig bakpå rymdfarkosten och där spänna fast sig i en jetpack utvecklad av USA:s flygvapen (denna jetpack var en föregångare till MMU, den jetpack som användes av Rymdfärjans astronauter på 1980-talet). Men Cernans rymdpromenad fick problem från början. Det var svårt att ta sig fram i mikrogravitationen, i synnerhet som Gemini saknade yttre handtag och fotsteg. Hans visir immade igen, han svettades och pulsen gick upp i 195 slag/minut, och det hela tog alltför lång tid. Efter 128 minuter på utsidan, blev han tvungen att återvända in i farkosten. Jetpacken användes aldrig.
På programmet fanns även sju stycken experiment som skulle utföras, bland annat två fotoexperiment. Några av experimenten lyckades, dock inte alla.

## Återfärden
På det 45:e varvet runt jorden, startade de raketerna för återfärd. Datorn fungerade denna gång felfritt, och de landade lyckligt i havet, endast 700 meter från den planerade landningsplatsen.

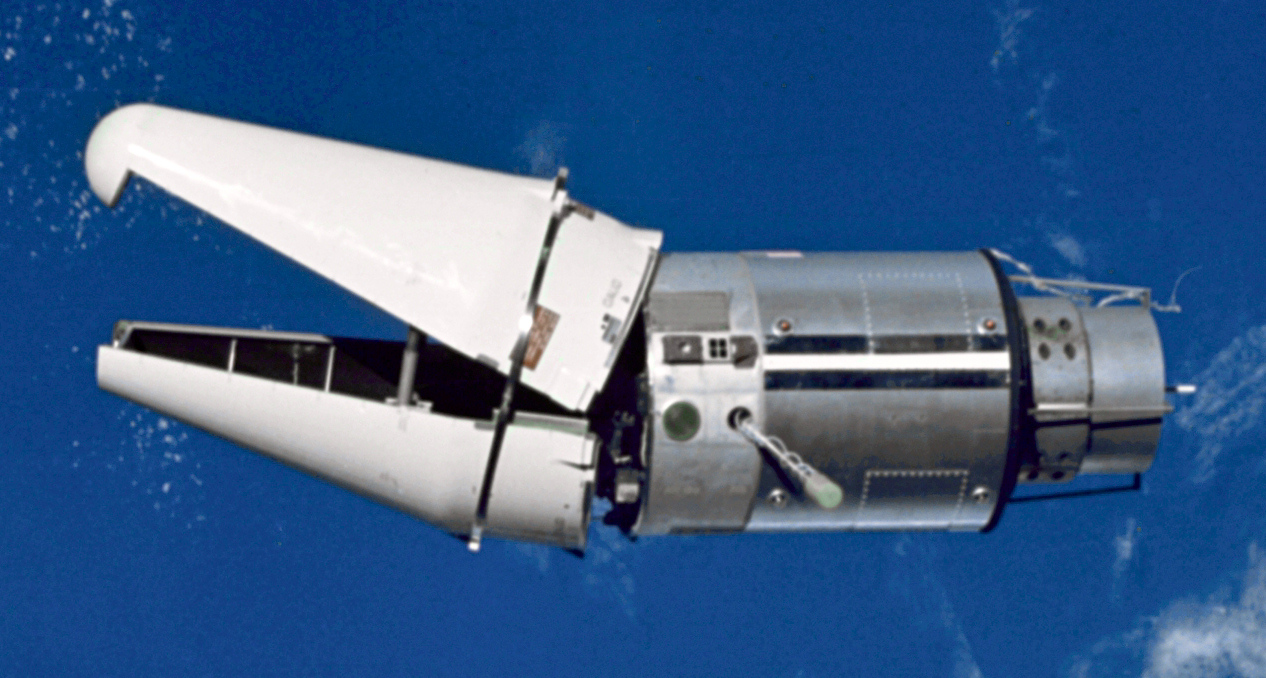
ATDA som liknade en "arg alligator" med sitt bara delvis öppnade skyddshölje

### Fotnoter
1. ↑  ”NASA Space Science Data Coordinated Archive” (på engelska). NASA. https://nssdc.gsfc.nasa.gov/nmc/spacecraft/display.action?id=1966-047A. Läst 27 mars 2020.